# Кампо Сан Мартино
Кампо Сан Мартино је насеље у Италији у округу Падова, региону Венето.
Према процени из 2011. у насељу је живело 3703 становника. Насеље се налази на надморској висини од 22 м.

## Становништво
| 1951. | 1961. | 1971. | 1981. | 1991. | 2001. | 2011. |
| ----- | ----- | ----- | ----- | ----- | ----- | ----- |
| 4.162 | 4.003 | 4.337 | 4.925 | 5.100 | 5.371 | 5.724 |